# Nova Ball
Nova Gayle Ball (* 18. Mai 1958 in Los Angeles, Kalifornien) ist eine US-amerikanische Schauspielerin.

## Leben
Nova Ball wuchs als Tochter des Gitarrensaitenfabrikanten Ernie Ball auf und begann ihre Karriere 1978 mit einer kleinen Rolle in der Krimiserie Kojak – Einsatz in Manhattan. Ihr Spielfilmdebüt feierte sie 1982 im Horrorfilm Die Hexe – The Witch. Eine größere Rolle spielte sie 1984 im Fernsehfilm Summer von Regisseur Allan Arkush. Ihre zweite und gleichsam letzte Spielfilmrolle hatte sie im darauffolgenden Jahr in der Cheech-und-Chong-Komödie Jetzt hats sich ausgeraucht!. Bis 1990 war sie in Gastrollen in einigen erfolgreichen Fernsehserien zu sehen, darunter Wer ist hier der Boss?, Das A-Team sowie Jake und McCabe – Durch dick und dünn.
Ball ist in dritter Ehe verheiratet. Zwischen 1987 und 1990 war sie mit Alan Campbell verheiratet. Aus der dritten Ehe mit Robin Marks ging ihr einziges Kind hervor, die Schauspielerin Hannah Marks, derentwegen sie ihre eigene Schauspielkarriere aufgab.

## Filmografie (Auswahl)

### Fernsehen
- 1978: Kojak – Einsatz in Manhattan (Kojak)
- 1982: Unter der Sonne Kaliforniens (Knots Landing)
- 1984: Wer ist hier der Boss?  (Who’s the Boss?)
- 1986: Das A-Team (The A-Team)
- 1986: Unter der Sonne Kaliforniens (Knots Landing)
- 1989: Dr. Kulani – Arzt auf Hawaii (Island Son)
- 1990: Jake und McCabe – Durch dick und dünn (Jake and the Fatman)

### Film
- 1982: Die Hexe – The Witch (Superstition)
- 1985: Jetzt hats sich ausgeraucht! (Get Out of My Room)